# Старая Коса
Старая Коса — деревня в Малмыжском районе Кировской области. Входит в состав Калининского сельского поселения. Основана в XX веке.
Расположена в 5 км к юго-западу от Малмыжа. Вблизи деревни находится стык автодорог Киров — Вятские Поляны и Казань — Малмыж.

## Население
| 2010 |
| ---- |
| 198  |